# Andreas Würfel
Andreas Würfel (* 28. Februar 1718 in Nürnberg; † 6. Oktober 1769 in Offenhausen (Mittelfranken)) war ein deutscher Geistlicher, Genealoge und Kunsthistoriker.

## Leben
Andreas wurde als Sohn des Rektors der Nürnberger Lorenzer-Schule Leonhard Konrad Würfel und dessen Frau Maria Andrä geboren. Er besuchte in seiner Geburtsstadt das Aegidianum und die Lorenz-Schule. Ab 1739 studierte Würfel Theologie, Philosophie, Philologie, Mathematik und Rhetorik an der Universität Altdorf. 1744 absolvierte er sein Vikariat bei St. Klara in Nürnberg. 1751 erfolgte zunächst die Ordination in Altdorf, anschließend war er als Diakon in Kirchensittenbach und als Pfarrer in Oberkrumbach tätig. Von 1755 bis zu seinem Tode war er als Pfarrer in Offenhausen tätig.
Ab 1758 war Würfel Ehrenmitglied der Altdorfischen deutschen Gesellschaft, ab 1762 Mitglied der Bayerischen Akademie der Wissenschaften,  die Würfelstraße ist in Nürnberg nach ihm benannt.
Würfel war mit Katharina Margaretha Ringer (begraben 24. März 1799 in Nürnberg), einer Pfarrerstochter aus Helfenberg (Württemberg) verheiratet. Aus der Ehe stammten der Sohn Christoph Würfel (* 8. März 1755 in Kirchensittenbach; † 21. Juli 1824 in Großhaslach), welcher ebenfalls Pfarrer in Alfeld und Großhaslach wurde, sowie eine Tochter.
Würfels Werke sollen die einzigen Monographien zu den einzelnen jüdischen Gemeinden in Nürnberg sein, die vor dem 19. Jahrhundert erschienen. Der Historiker Johannes Heil bewertet Würfels Werk als einen Vertreter der „engagiert-negativen Lesart der jüdischen Geschichte Nürnbergs“.

## Werke (Auswahl)
Würfels Schaffen brachte umfangreiche biographische Handbücher sowie umfangreiche Nachschlagewerke zu den Kirchen und Klöstern, aber auch den jüdischen Gemeinden im Nürnberger Land hervor.
- Historische Nachricht von der Juden-Gemeinde in dem Hofmark Fürth, Frankfurt am Main und Prag 1754, (Digitalisat).
- Historische Nachricht von der Juden-Gemeinde welche ehehin in der Reichsstadt Nürnberg angerichtet gewesen aber 1499 ausgeschafft worden, Nürnberg 1755, (Digitalisat).
- Sammlung einiger Nachrichten von der Capelle zu St. Ottmar und St. Ottilien auf dem Keilberg bey Offenhausen. Altdorf, 1757 (Digitalisat).
- Lebensbeschreibung aller Herren Geistlichen, welche in der Reichs-Stadt Nürnberg und auf deren Land, seit der Reformation Lutheri gedienet, nebst einer Beschreibung aller Kirchen und Capellen, daselbst [...], 9 Bände, Nürnberg 1756 bis 1763.
  - Diptycha Ecclesiae Sebaldinae das ist: Verzeichnüß und Lebensbeschreibungen der Herren Prediger, Herren Schaffer und Herren Diaconorum, welche seit der gesegneten Reformation biß hieher, an der Haupt- und Pfarr-Kirche bey St. Sebald in Nürnberg gedienet haben. Nürnberg, 1756, Bd. 1.  (Digitalisat).
  - Diptycha Ecclesiae Laurentianae das ist: Verzeichnüß und Lebensbeschreibungen derer Herren Prediger, Herren Schaffer und Herren Diaconorum, welche seit der gesegneten Reformation bis hieher, an der Haupt- und Pfarr-Kirche bey St. Laurenzen in Nürnberg gedienet haben. Nürnberg, 1756, Bd. 2, (Digitalisat).
  - Diptycha Ecclesiae Egydianae das ist: Verzeichnüß und Lebensbeschreibungen der Herren Prediger, Herren Seniorum und Herren Diaconorum, welche seit der gesegneten Reformation biß hieher an der Kirche zu St. Egydien in Nürnberg gedienet. 1757, Bd. 3,  (Digitalisat).
  - Diptycha ecclesiarum in oppidis et pagis Norimbergensibus : das ist: Verzeichnüs und Lebensbeschreibungen der Herren Geistlichen, welche seit der gesegneten Reformation biß hieher so wohl in den Städtlein als auf denen Dorfpfarren Nürnbergischen Gebiets gedienet ; nebst einer topographischen Nachricht der Oerter, Beschreibungen der Kirchen, Capellen und der annoch in denselben befindlichen Monumenten. Nürnberg, 1759, (Digitalisat).
  - Diptycha Ecclesiae Ad Spiritum Sanctum das ist Verzeichnüß und Lebensbeschreibungen der Herren Prediger, Herren Diaconorum u. Herren Suden-Prediger, welche seit der Reformation biß hieher, an der Neuen Spital-Kirche zum Heil. Geist in Nürnberg und bey der Kranken-Stube in der Suden gedienet haben. Nürnberg, 1759 (Digitalisat).
  - Diptycha Ecclesiae S. Jacobi das ist: Verzeichnüß und Lebensbeschreibungen der Herren Prediger, Herren Mittag-Predigern u. Herren Diaconorum, welche seit der gesegneten Reformation biß hieher, an der Kirche zu St. Jacob in Nürnberg gedienet. Nürnberg, 1760 (Digitalisat).
  - Diptycha Capellae B. Mariae das ist Verzeichnüs und Lebensbeschreibungen der Herren Prediger, und Herren Diaconorum, welche seit der gesegneten Reformation biß hieher, an der Capelle zu St. Marien oder Marien-Saal gedienet. Nürnberg, 1761 (Digitalisat).
  - Diptycha Ecclesiae S. Bartholomaei das ist Verzeichnüß und Lebensbeschreibungen der Herren Pfarrer und Herren Diaconorum, welche seit der gesegneten Reformation biß hieher, an der Kirche zu St. Bartholomäus, in der Vorstadt Wöhrd gedienet. Nürnberg, 1763 (Digitalisat).
  - Diptychorum ecclesiarum Norimbergensium succincta enucleatio : das ist Ausführliche Beschreibung aller und jeder Kirchen, Klöster, Capellen ... benebst genauer Verzeichniß sämtlicher Herren Geistlichen. Nürnberg, 1766 (Digitalisat).
- Beschreibung einiger Brakteaten, Dickpfennige und Geschmeide, welche zu Offenhausen in dem Nürnbergischen sind ausgegraben worden. Zeh, Nürnberg, 1761 (Digitalisat), 1771 (Digitalisat).
- Geschichte des ehemaligen Nonnen Klosters zu Pillenreuth Maria Schiedung genannt, in dem Nürnbergischen Gebiete. Altdorf, 1764  (Digitalisat).
- Vermischte Nachrichten welche die Geschichte der Reichsstadt Nürnberg und der adelichen Geschlechte daselbst aus der Historie, Genealogie und Diplomatik erläutern. 1764 (Digitalisat).
- Historische, genealogische und diplomatische Nachrichten zur Erläuterung der Nürnbergischen Stadt- und Adelsgeschichte, 2 Bände, Nürnberg 1766 (Digitalisat), 1767 (Digitalisat) und 1768 (Digitalisat).
- Toden-Kalender des St. Katharina Klosters in Nürnberg: mit der Priorin und des Convents Insiegeln. Benebst einem Anhang merkwürdiger Urkunden. Aldorf, 1769 (Digitalisat).